# Macromolecular Bioscience
Macromolecular Bioscience est une revue scientifique à comité de lecture publié mensuellement à l'intersection de la chimie des polymères, de la science des matériaux, de la biologie et de la médecine. Son bureau éditorial se situe à Weinheim en Allemagne. D'après le Journal Citation Reports, son facteur d'impact était de 3,458 en 2010.